# Macrolenes ruttenii
Macrolenes ruttenii är en tvåhjärtbladig växtart som beskrevs av Reinier Cornelis Bakhuizen van den Brink. Macrolenes ruttenii ingår i släktet Macrolenes och familjen Melastomataceae. Inga underarter finns listade i Catalogue of Life.